# Hemerotrecha branchi
Hemerotrecha branchi es una especie de arácnido  del orden Solifugae de la familia Eremobatidae.

## Distribución geográfica
Se encuentra en México y Estados Unidos.